# Сергино (Астраханская область)
Сергино́ — село в Икрянинском районе Астраханской области, входит в состав Икрянинского сельсовета.

## История
До 2016 года входило в состав Озерновского сельсовета. Законом Астраханской области от 26 мая 2016 года № 23/2016-ОЗ, были преобразованы, путём их объединения, административно-территориальные единицы и муниципальные образования «Восточный сельсовет», «Икрянинский сельсовет» и « Озерновский сельсовет» в административно-территориальную единицу и муниципальное образование «Икрянинский сельсовет» с переводом села Сергино в Икрянинский сельсовет.

## География
Село расположено в южной части Икрянинского района
Уличная сеть
Звездный пер., ул. Береговая, ул. Луговая, ул. Садовая
Климат
Резко континентальный, с жарким и засушливым летом и бесснежной ветреной, иногда с большими холодами, зимой. Согласно классификации климатов Кёппена-Гейгера тип климата — семиаридный (индекс BSk).
Часовой пояс
Сергино, как и вся Астраханская область, находится в часовой зоне МСК+1. Смещение применяемого времени относительно UTC составляет +4:00.

## Население
| 2002 | 2010 |
| ---- | ---- |
| 220  | ↘167 |

Национальный и гендерный состав
По данным Всероссийской переписи, в 2010 году численность населения села составляла 167 человек (87 мужчин и 80 женщин)[. Согласно результатам переписи 2002 года, численность населения села составляла 220 человек, а в национальной структуре населения русские составляли 76 %.
| Национальность | Численность (2010) | Процент |
| -------------- | ------------------ | ------- |
| Казахи         | 76                 | 46,7%   |
| Русские        | 59                 | 34,9%   |
| Аварцы         | 14                 | 8,3%    |
| Татары         | 7                  | 4,1%    |
| Калмыки        | 4                  | 1,18%   |
| Не указана     | 9                  | 5,3%    |
| Всего          | 169                | 100%    |

## Инфраструктура
Сергинский дом культуры, Фельдшерско-акушерский пункт

## Транспорт
Подъезд к автотрассе Р-215.
Остановка общественного транспорта «Сергино»